# Martín de Zalba
Martín de Zalba, le cardinal de Pampelune, aussi appelé Pierre Martin Salva de Montignac l'aîné, né à Pampelune en Navarre en 1337 et mort le 27 octobre 1403 à Salon-de-Provence, est un cardinal navarrais, créé par l'antipape d'Avignon Clément VII. Il est l'oncle du pseudo-cardinal Miguel de Zalba (1404).

## Biographie
De Zalba étudie  à l'université d'Avignon et y devient un professeur prestigieux. Il est vicaire général de Dax, prévôt d'Elne, doyen de Santa María de Tudela  et conseiller et référendaire du pape Grégoire IX. En 1377 il est élu évêque de Pampelune. En 1378 les cardinaux rassemblés à Anagni l'envoient à Tivoli pour demander l'abdication d'Urbain VI, mais il est incarcéré. Après sa libération il retourne à Pampelune. De Zalba est chancelier du roi Charles II de Navarre.
L'antipape le crée cardinal au consistoire du 21 juillet 1390. Le cardinal de Zalba participe au conclave de 1394, lors duquel l'antipape  Benoît XIII est élu. De Zalba reste loyal à l'antipape pendant le siège d'Avignon en 1398. Pendant ce siège il est arrêté pour trahison. De Zalba est emprisonné, notamment  à Boulbon,  racheté et expulsé d'Avignon en 1401. De Zalba est camerlingue du Sacré Collège en 1401-1403. Il organise l'évasion de  Benoît XIII en 1403.